# Миколаївка (Оскільська сільська громада)
Микола́ївка — село в Україні, у Оскільській сільській територіальній громаді Ізюмського району Харківської області. Населення становить 186 осіб. До 2020 орган місцевого самоврядування — Комарівська сільська рада.

## Географія
Село Миколаївка знаходиться на правому березі річки Бахтин, за 3 км від Оскільського водосховища, вище за течією на відстані 3 км розташоване село Комарівка, нижче за течією на відстані 4 км розташоване село Оскіл.

## Історія
Село вперше згадується у 1779 році під назвою Фрідрігдорф
Під час організованого радянською владою Голодомору 1932—1933 років померло щонайменше 24 жителі села.
19 липня 2020 року, в результаті адміністративно-територіальної реформи та ліквідації Ізюмського району (1923—2020), село увійшло до складу новоутвореного Ізюмського району.

## Населення
Згідно з переписом УРСР 1989 року чисельність наявного населення села становила 209 осіб, з яких 94 чоловіки та 115 жінок.
За переписом населення України 2001 року в селі мешкало 196 осіб. 100 % населення вказало своєю рідною мовою українську мову.

## Економіка
- Молочно-товарна ферма.

## Археологія
В околицях сіл Комарівка та Миколаївка (Сумцовка, Ново-Миколаївка) виявлено поселення та 2 курганних могильники епохи бронзи, та три поховання, що належали кочовим племенам.